# Ordes (Comarca)
Die Comarca Ordes ist eine Verwaltungseinheit Galiciens. Die Fläche von 755,57 km² entspricht 1,65 % der Fläche Galiciens.

## Gemeinden
| Gemeinde      | Einwohner (2024) | Fläche km² | Dichte Einw./km² | Cod INE | Postleitzahl |
| ------------- | ---------------- | ---------- | ---------------- | ------- | ------------ |
| Cerceda       | 5.085            | 111,27     | 46               | 15024   | 15185        |
| Frades        | 2.163            | 81,56      | 27               | 15038   | 15685, 15686 |
| Mesía         | 2.383            | 107,07     | 22               | 15047   | 15685        |
| Ordes         | 12.772           | 157,23     | 81               | 15059   | 15680        |
| Oroso         | 7.757            | 72,59      | 107              | 15060   | 15688, 15888 |
| Tordoia       | 3.181            | 124,55     | 26               | 15084   | 15683        |
| Trazo         | 2.979            | 101,30     | 29               | 15086   | 15687        |
| Comarca Ordes | 36.320           | 755,57     | 48               | –       | –            |